# 唐咨
唐咨（？—？），徐州利城人氏。三國時代將領，曾經先後為東吳和曹魏效命。

## 生平
225年，利城郡人蔡方叛亂，太守徐箕被殺，而唐咨則被推舉為領袖。魏文帝曹丕派屯騎校尉任福、步兵校尉段昭、青州刺史王淩、徐州刺史呂虔等領軍討伐，唐咨兵敗逃亡，經海路走到吳國，被任命為將軍。

### 隨吳征戰
235-236年，隨呂岱、吾粲討伐山越有功，為列將。後與吾粲共率三千兵馬攻山越董嗣不克，周魴前來助陣。239年，與呂岱一同討平叛亂的廖式。

### 東興之戰
建興元年（252年）末，與留贊、呂據、丁奉作為前鋒均表現出色，最終官至左將軍，封侯，持節。

### 諸葛誕之亂
256年，隨文欽、呂據、劉纂、朱异来到淮泗之間准备进攻魏国。後孫峻逝世，唐咨參與政變，奉孫綝之命追殺呂據。
次年（257年），諸葛誕以壽春叛魏，司馬昭領兵討伐，諸葛誕派兒子諸葛靚及牙門諸將為人質向東吳求救，東吳於是派文欽、唐咨、全懌、全端和王祚等領三萬兵支援諸葛誕。但戰事不利，諸葛誕部將蔣班、焦彝和全懌等都向司馬昭投降，諸葛誕和唐咨等欲突圍失敗，最後唐咨被捕投降，被封為安遠將軍。因為魏國善待東吳兵士，唐咨在東吳的家室亦沒有被誅殺。

### 滅蜀前
262年，司馬昭打算進攻蜀漢，同時命令唐咨製作浮海大船作攻吳準備。後事跡不詳。

## 延伸阅读
[在维基数据编辑]
 《三國志/卷28》，出自陳壽《三國志》